# Cerkev Hora
Cerkev Hora ali mošeja Kariye (turško Kariye Camii) je nekdanja cerkev, zdaj spremenjena v mošejo (že drugič), v soseski Edirnekapı v okrožju Fatih v Carigradu v Turčiji. Znana je predvsem po izjemnih poznobizantinskih mozaikih in freskah.
Stavba je primer bizantinske arhitekture. V 16. stoletju, v osmanski dobi, so jo spremenili v mošejo; leta 1945 je postala muzej, leta 2020 pa jo je predsednik Recep Tayyip Erdoğan spremenil nazaj v mošejo. Notranjost stavbe je prekrita z nekaterimi najboljšimi ohranjenimi bizantinskimi krščanskimi mozaiki in freskami, ki so bile med muslimanskim bogoslužjem v večjem delu osmanskega obdobja na vidnem mestu. Po sekularizaciji stavbe so jih obnovili in spremenili v muzej.
Soseska je v zahodnem delu občine okrožja Fatih.

## Zgodovina

### Prva faza (4. stoletje)
Cerkev Hora je bila prvotno zgrajena v začetku 4. stoletja kot del samostanskega kompleksa zunaj mestnega obzidja Konstantinopla, ki ga je postavil Konstantin I. Veliki, južno od Zlatega roga. Ko pa je Teodozij II. leta 413–414 zgradil mogočno kopensko obzidje, je cerkev postala vključena v mestno obrambo, vendar je ohranila ime Hora (za domnevno simboliko imena glej spodaj).

### Druga faza (11. stoletje)
Večina zidov sedanje stavbe je iz let 1077–1081, ko je Maria Doukaina, tašča \Alekseja I. Komnena, obnovila cerkev Hora v tlorisi grškega križa ali kvinkunks: priljubljen arhitekturni slog tistega časa. V začetku 12. stoletja se je cerkev delno porušila, morda zaradi potresa.

### Tretja faza: nova dekoracija (14. stoletje)
Cerkev je obnovil Izak Komnen, Aleksijev tretji sin. Toda šele po tretji gradbeni fazi, dve stoletji kasneje, je bila cerkev, kakršna je danes, dokončana. Vplivni bizantinski državnik Teodor Metohit je cerkev obdaril s številnimi njenimi lepimi mozaiki in freskami. Teodorjeva impresivna dekoracija notranjosti je bila izvedena med približno 1310 in 1317. Mozaik je najboljši primer paleološke renesanse. Umetniki ostajajo neznani. Priznani klasični učenjak in državnik Teodor je samostanu Hora podaril tudi svojo osebno knjižnico. Leta 1328 je Teodorja poslal v izgnanstvo uzurpator Andronik III. Paleolog. Vendar mu je bilo dovoljeno, da se dve leti pozneje vrne v mesto in je zadnji dve leti svojega življenja preživel kot menih v svoji cerkvi Hora.

### Do osvojitve Konstantinopla
V poznem 13. in zgodnjem 14. stoletju je bil samostan dom učenjaka Maksima Planuda, ki je bil odgovoren za obnovo in ponovno uvedbo Ptolemajeve Geografije Bizantincem in nazadnje v renesančni Italiji. Med zadnjim obleganjem Konstantinopla leta 1453 je bila ikona Bogorodice Hodegetrija, ki velja za zaščitnico mesta, prinesena v Horo, da bi pomagala branilcem pred napadom Osmanov.

### Mošeja Kariye (ok. 1500–1945)
Približno petdeset let po padcu mesta pod Osmansko oblast je Hadım Ali Paša, veliki vezir sultana Bajazida II., ukazal, da se cerkev Hora spremeni v mošejo - Kariye Camii. Beseda Kariye izhaja iz grškega imena Hora. Zaradi prepovedi ikoničnih podob v islamu so bili mozaiki in freske pokriti s plastjo ometa. Ta in pogosti potresi v regiji so terjali svoj davek na umetninah.

### Muzej, restavriranje umetnin (1945–2020)
Leta 1945 je turška vlada stavbo razglasila za muzej. Leta 1948 sta ameriška učenjaka Thomas Whittemore in Paul A. Underwood z Bizantinskega inštituta Amerike in Centra za bizantinske študije Dumbarton Oaks sponzorirala program obnove. Od takrat naprej stavba ni več delujoča mošeja. Leta 1958 je bila odprta za javnost kot muzej Kariye Müzesi.

### Preureditev v mošejo (2020–2024)
Leta 2005 je Združenje stalnih ustanov in storitev za zgodovinske artefakte in okolje vložilo tožbo, da bi izpodbijalo status cerkve Hora kot muzeja. Novembra 2019 je turški državni svet, najvišje upravno sodišče v Turčiji, odredil, da se preuredi v mošejo. Avgusta 2020 je bil njen status spremenjen v mošejo.
Potezo za pretvorbo cerkve Hora v mošejo so obsodili grško zunanje ministrstvo ter grški pravoslavni in protestantski kristjani. To je povzročilo oster očitek Turčije.
V petek, 30. oktobra 2020, je bila prvič po 72 letih v cerkvi muslimanska molitev.
Stavba je bila odprta za muslimansko bogoslužje 6. maja 2024.
- Muslimani v času molitve Zuhr
- Pokriti mozaiki z zavesami
- Pokriti mozaiki z zavesami

## Notranjost
Cerkev Hora ni tako velika kot nekatere druge ohranjene bizantinske cerkve v Carigradu (pokriva 742,5 m²), vendar je edinstvena med njimi zaradi svojega skoraj popolnoma še ohranjenega notranjega okrasja. Stavba je razdeljena na tri glavne dele: vhodno vežo ali narteks, glavni del cerkve ali naos (cerkvena ladja) in stransko kapelo ali pareklezijo. Stavba ima šest kupol: dve nad esonarteksom, eno nad pareklezijo in tri nad naosom.

### Narteks
Glavna, zahodna vrata cerkve Hora se odpirajo v narteks. V smeri sever–jug se deli na zunanji ali eksonarteks in notranji ali ezonarteks.

#### Eksonarteks
Eksonarteks (ali zunanji narteks) je prvi del cerkve, v katerega vstopimo. Gre za prečni hodnik, širok 4 m in dolg 23 m, ki je na vzhodni dolžini delno odprt v vzporedni ezonarteks. Južni konec eksonarteksa se odpira skozi esonarteks in tvori zahodno predsobo do pareklezije. Mozaiki, ki krasijo eksonarteks, so:
- Jožefove sanje in potovanje v Betlehem
- Vpis v obdavčitev
- Jezusovo rojstvo
- Potovanje Treh kraljev
- Poizvedba kralja Heroda;
- Beg v Egipt
- Dve freski pobojev, ki jih je ukazal kralj Herod
- Matere, ki žalujejo za svojimi otroki
- Beg Elizabete, matere Janeza Krstnika
- Jožefove sanje in vrnitev svete družine iz Egipta v Nazaret
- Kristusa peljejo v Jeruzalem za pašo
- Janez Krstnik, ki pričuje za Kristusa
- Čudež
- Še trije čudeži
- Devica in angeli molijo. Ta podoba je obrnjena proti luneti Kristusa Pantokratorja (št. 16 na tem seznamu), Marija pa je v grščini označena z »Mati božja, posoda (hora) nevzdržljivega (achoritou)«. Ta stavek se tako nanaša na teološki paradoks Kristusove dvojne narave kot tudi na ime samostana, Hora.[5]
- Kristus Pantokrator (ali 'Vsemogočni', ta podoba je v luneti nad vrati v notranji narteks in prikazuje Kristusa, ki z desnico blagoslavlja gledalca, v levi pa drži evangelij z dragulji.) Etiketa se poigrava z imenom samostana, Hora, v svojem sklicevanju na Kristusa kot »deželo živih«. Ta stavek izhaja iz Psalma 116:9, ki se uporablja v pravoslavnem pogrebni obred, pomemben tudi zaradi prizidave pogrebnih prostorov pod Metohitom, ki je predvideval pokop v tem samostanu.

#### Esonarteks
Ezonarteks (ali notranji narteks) je podoben eksonarteksu in poteka vzporedno z njim. Tako kot eksonarteks je tudi esonarteks širok 4 m, vendar je nekoliko krajši, dolg 18 m. Njegova osrednja, vzhodna vrata se odpirajo v naos, medtem ko se druga vrata na južnem koncu esonarteksa odpirajo v pravokotno predsobo pareklezije (Stranska kapela). Na njegovem severnem koncu vodijo vrata iz esonarteksa v širok hodnik v smeri zahod-vzhod, ki poteka vzdolž severne strani naosa in v protezis. Esonarteks ima dve bučasti kupoli. Manjša je nad vhodom v severni hodnik; večji je na sredini med vhodoma v naos in pareklesijo in nadaljujeta poudarek na podobah Marije in Kristusa, ki ju vidimo drugje v teh mozaikih.
- Kristus na prestolu s Teodorjem Metohitom, ki predstavlja model svoje cerkve. Ta slika prikazuje Teodorja v tradicionalni vizualni formuli, ki kaže, da je on donator, saj je bil ta voditelj iz 14. stoletja odgovoren za prenovo cerkve iz 12. stoletja in dodajanje pareklezije.
- Sveti Peter
- Sveti Pavel
- Monumentalno pomanjšan mozaik Deesis: Kristus in Devica Marija (brez Janeza Krstnika) z dvema prejšnjima darovalcema spodaj, Izakom Komnenom in nuno z oznako »Melanija, gospa Mongolov«, ki je morda hči cesarja Mihaela VIII. (vladal 1261–82). Predmet in velik obseg verjetno aludirata na podoben prizor v južni galeriji Hagije Sofije, postavljene kmalu po koncu latinske okupacije Konstantinopla (1204–61).
- Jezusov rodovnik
- Kristusovi verni in plemeniti predniki

Mozaiki v prvih treh poljih notranjega narteksa prikazujejo življenje Marije in njenih staršev. Nekateri od njih so naslednji:
- Zavrnitev Joahimovih daril
- Oznanjenje sveti Ani: Gospodov angel oznanja Ani, da je uslišana njena molitev za otroka
- Srečanje Joahima in Ane
- Marijino rojstvo
- Prvih sedem Marijinih korakov
- Marijo, ki so ji naklonjeni njeni starši; ta prizor je bolj značilen za pozno bizantinsko dobo, ko so bili umetniki bolj nagnjeni k raziskovanju čustvenih in/ali vsakdanjih tem kot umetniki zgodnjega ali srednjega bizantinskega obdobja.
- Marijo so jo blagoslovili duhovniki
- Predstavitev Marijo v templju
- Marija prejema kruh od angela
- Marija prejme klobčič škrlatne volne, ko so se duhovniki odločili, da bodo spremljevalke stkale tančico za tempelj
- Zaharija moli; ko je bil čas, da se Marija poroči, je veliki duhovnik Zaharija sklical vse vdovce in položil njihove palice na oltar ter molil za znamenje, ki bi pokazalo, komu jo je treba dati
- Marija je zaupana Jožefu;
- Jožef pelje Devico v svojo hišo;
- Marijino oznanjenje pri vodnjaku. Ta podoba, na kateri se mlada Marija nerodno obrne proti bližajočemu nadangelu Gabrijelu, je bila prilagojena trikotnemu prostoru, v katerem je bila upodobljena. V eksonarteksu in esonarteksu je močan poudarek na podobah Kristusa in Marije.
- Jožef zapušča Marijo; Jožef je moral službeno oditi za šest mesecev in ko se je vrnil, je bila Marija noseča, kar je vzbudilo njegov sum.

### Naos
Osrednja vrata esonarteksa vodijo v glavni del cerkve, naos. Največja kupola v cerkvi (premer 7,7 m) je nad središčem naosa. Dve manjši kupoli obrobljata skromno apsido: severna kupola je nad protezisom, ki je s kratkim prehodom povezan z bemo; južna kupola je nad diakonikonom, do katerega pridemo preko pareklezije. V naosu cerkve Hora so ohranjeni le trije mozaiki:
- Pogled iz naosa proti apsidi
- Kristus
- Marija z detetom
- Marija z detetom (detajl)
- Položaj mozaika Koimesis
- Koimesis (osrednji del)
- Koimesis (detajl)
- Koimesis (detajl)

- Koimesis (vnebovzetje Device; tj. njeno zadnje spanje pred vnebohodom v nebesa). Jezus drži dojenčka, simbol Marijine duše.
- Jezus Kristus
- Theotokos (Marija z otrokom), tako Kristusova podoba (št. 2 na tem seznamu) kot ta mozaik Marije sta bili prvotno nameščeni kot ikoni proskinetarije ob strani templona, pregrade, ki je bila pred svetiščem, a templon ni ohranjen.

### Pareklezija
Desno od esonarteksa se vrata odpirajo v stransko kapelo ali pareklezijo. Pareklezija je bila uporabljena kot mrliška kapela za družinske pokope in obeležja. Druga največja kupola (premer 4,5 m) v cerkvi krasi sredino strehe pareklezije. Majhen prehod povezuje pareklezijo neposredno z naosom, izven tega prehoda pa sta majhen oratorij in shramba. Pareklezija je prekrita s freskami, ki poudarjajo teološko sporočilo odrešenja, v skladu z uporabo prostora kot pogrebne kapele. Znotraj krščanskega pogleda na svet Bog obuja mrtve ob koncu časov, od tod tudi pomen prizorov Kristus v predpeklu in Poslednje sodbe, vidno naslikanih na stropu. Posebej znana je podoba Pekla, ki se pojavlja v številnih umetnostnozgodovinskih knjigah kot ključni primer pozne bizantinske umetnosti.
- Anastasis: Kristus v predpeklu. Kristus, ki je pravkar razbil vrata pekla, stoji v središču in vleče Adama in Evo iz njunih grobov. Kristus je okrašen v živih belih oblačilih in obkrožen s sijočo mandorlo, ki ga postavlja v kontrast s temnimi barvami ozadja freske, za Adamom stojijo Janez Krstnik, David in Salomon in drugi pravični kralji. Spodaj je zavezana personifikacija Hada, upodobljen kot afriški posameznik.
- Poslednja sodba ali drugi prihod. Kristus je na prestolu z Marijo in Janezom Krstnikom na obeh straneh. (Ta trio se imenuje tudi Deesis)
- Marija z otrokom
- Nebeško dvorišče angelov
- Dve Mojzesovi plošči

Ob stenah Horine pareklezije so arcosolia, obokane vdolbine za grobnice, verjetno namenjene Teodorju Metohitu in njegovi družini. Na tej ravni so tudi upodobitve svetnikov vojakov, ki vihtijo meče, kot da ščitijo grobnice, ki jih spremljajo.
- Freska Anastasis v parekleziji
- Marija z otrokom, poslikana kupola pareklezije
- Marija z otrokom od blizu, kupola pareklezije

## Ime
Prvotni samostan iz 4. stoletja s cerkvijo je bil zunaj mestnega obzidja Konstantinopla. Dobesedno prevedeno je bilo polno ime cerkve Cerkev svetega Odrešenika na deželi (grško ἡ Ἐκκλησία τοῦ Ἁγίου Σωτῆρος ἐν τῇ Χώρᾳ, latinizirano: hē Ekklēsia tou Hagiou Sōtēros en tēi Chōrāi). Zato se včasih nepravilno imenuje sveti Odrešenik. Vendar pa bi bila "Cerkev svetega odrešenika na poljih bolj naraven prevod imena. Zadnji del grškega imena, Hora, ki se nanaša na njeno lokacijo, ki je bila prvotno zunaj obzidja, je postal skrajšano ime cerkve. Ime je moralo imeti simboličen pomen, saj mozaiki v narteksu opisujejo Kristusa kot Deželo živih (ἡ Χώρα τῶν ζώντων, hē Chōra tōn zōntōn) in Marijo, Jezusovo mater, kot Vsebnico nevzdržljivega (ἡ Χώρα τοῦ Ἀχωρήτου, hē Chōra tou Achōrētou).